# Scheloribates labyrinthicus
Scheloribates labyrinthicus är en kvalsterart som beskrevs av Jeleva 1962. Scheloribates labyrinthicus ingår i släktet Scheloribates och familjen Scheloribatidae.

## Underarter
Arten delas in i följande underarter:
- S. l. labyrinthicus
- S. l. oscensis